# US Clay Court Championships 1983
Lo US Clay Court Championships 1983 è stato un torneo di tennis giocato sulla terra verde. È stata la 31ª edizione del torneo, che fa parte del Virginia Slims World Championship Series 1983. Si è giocato ad Indianapolis negli USA dal 1° al 7 agosto 1983.

## Campionesse

### Singolare
Andrea Temesvári ha battuto in finale  Zina Garrison con il punteggio di 6–2, 6–2

### Doppio
Kathleen Horvath /  Virginia Ruzici hanno battuto in finale  Gigi Fernández /  Beth Herr con il punteggio di 4–6, 7–6, 6–2